# Meseta de Rockefeller
La meseta de Rockefeller en la Antártida es aquella porción del interior de la meseta de hielo de la tierra de Marie Byrd que se encuentra al este de las costa Shirase y costa Siple y al sur de las cordilleras Ford, cordillera Flood y la cordillera Comité Ejecutivo. Gran parte de su extensa superficie cubierta de hielo se encuentra entre los 1,000 m a 1,500 m s. n. m. Fue descubierta por el Contralmirante Richard y fue nombrada en honor a John D. Rockefeller Jr., quien ayudó a financiar las expediciones Byrd.